# 不告訴任何人
不告訴任何人（日语：／ Darenimoiwanai */?）是日本創作歌手宇多田光的數碼單曲，於2020年5月29日由日本索尼音樂娛樂旗下廠牌史詩唱片發行。歌曲由宇多田本人獨自創作，並與音樂製作人兼創作歌手小袋成彬共同製作。歌曲的主要風格為節奏藍調跟氣氛音樂，並以「秘密」跟「慾望」作為創作主題。歌曲為宇多田親自演出的三得利天然水「享受陽光與風」篇廣告的廣告歌，這是她第五度出演該品牌系列的電視廣告。
歌曲於發行前後獲得樂評家的正面評價，包括讚賞讓人感覺創意飛躍，以及副歌營造出迷幻出神的氣氛。不告訴任何人發行後空降日本《告示牌》百大單曲週榜第29位，以及Oricon公信榜的單曲合算週榜第20位。歌曲發行後，宇多田分別在2020年的Instagram直播節目「聽聽居家隔離中的光前輩！」以及2022年的付費串流演唱會「Hikaru Utada Live Sessions from Air Studios」上現場演唱作品。

## 背景與發展
不告訴任何人由宇多田光創作，並由她跟曾在Too Proud跟Time等歌曲合作的小袋成彬聯合製作。由於本身作為朋友的二人熟悉彼此的音樂品味，因此宇多田認為合作起來比較順利。宇多田在完成樣本歌曲後便跟小袋共同製作，並跟從著小袋提議的方向編曲，在歌曲中運用更多現場敲擊樂的元素及增強氛圍感。宇多田亦認為自己在這首歌的旋律跟歌詞上都開啟了新方向。歌曲在英國倫敦受2019冠狀病毒病疫情影響而封城前錄音，而宇多田曾現場觀賞演出的音樂家索維托·金希亦在歌曲中演奏色士風。
2020年4月17日，宇多田親自演出的三得利天然水「享受陽光與風」篇廣告正式公開，這是她第五度出演該品牌系列的電視廣告，而作為廣告主題曲的不告訴任何人亦同時公開片段。歌曲其後於同年5月23日作為數碼單曲發行，也是宇多田繼Time後於2020年發行的第二首單曲。

## 詞曲
不告訴任何人全長4分38秒，以降A大調創作，每分鐘達95拍。歌曲的主要風格為節奏藍調跟氣氛音樂，並帶有文雅流行風格的編曲。歌曲主要以十六分音符跟三連音為基調創作以強調浮遊感，並有著厚實而細膩的聲音層次感。歌曲亦具有渾厚的色士風聲音、各種不同的打擊樂器節奏以及Electronica、嘻哈音樂和爵士樂所等現代音樂風格。當中歌曲使用了巫毒鼓、邦哥鼓、箱鼓、以及康加鼓等多種不同的傳統打擊樂器。
歌曲以「秘密」跟「慾望」作為主題，描寫出主人公跟其對象之間伴隨著危險的秘密關係。歌曲直接地表現出慾望，並帶有磨練自己感性的覺悟以及決心。歌曲的主人公亦為了實現當下的慾望而甘於承受痛苦，即使明知道會受傷也選擇跟對象交往。

## 專業評價
搖滾樂隊THE NOVEMBERS於Twitter上以「宇多田光新曲的才能讓人仿如置身戀愛的狀態，並使內心嗡嗡作響」讚賞歌曲。《Real Sound》的imdkm形容歌曲為宇多田自《Fantôme》跟《初戀》後，再次讓人感覺創意飛躍的濃厚作品。他亦讚賞歌曲「透過切換場景及疊加聲音以營造出質感，並展現出具有大格局感世界的技巧」讓人想起歌曲的聯合製作人小袋成彬的新專輯《Piercing》。
《Mikiki》的天野龍太郎以「曾在《Fantôme》跟《初戀》挑戰的節奏跟演譯風格這次以富有氣氛的絲滑節奏藍調表現出來」形容歌曲。音樂製作人富田惠一在Spotify的原創播客「TALK LIKE BEATS」上以「有意識地把躍動的三連音放置在具規律性的十六分音符上」形容歌曲，並讚賞印象深刻的副歌營造迷幻出神的氣氛。

## 商業成績
在Oricon公信榜，不告訴任何人於發行日以9,255次下載量空降單曲下載日榜單冠軍，其後則以超過1.4萬次的首週下載量登上單曲下載榜週榜單第3位。歌曲亦同時空降Oricon的單曲合算週榜第20位。在日本《告示牌》，歌曲於發行首週空降百大單曲週榜第29位，並分別空降歌曲下載週榜第3位，以及歌曲串流週榜第97位。
在其他地區，不告訴任何人發行後空降美國《告示牌》世界單曲暢銷榜第21位，以及空降台灣HITO日亞排行榜第3位。

## 宣傳與表演
跟前作Time的宣傳活動一樣，官方在不告訴任何人發行前舉行歌曲的線上宣傳活動，只要在Spotify跟iTunes Store等指定的音樂平台預約、保存或分享歌曲即可參與抽選限量紀念T恤。此活動在歌曲發行後亦於台灣跟香港地區舉辦，分別改以不同的參與方式抽選一樣的限量T恤。
宇多田光於2020年5月起播映一連五集的Instagram直播節目「聽聽居家隔離中的光前輩！」的最後一集（5月31日）中以自彈自唱方式彈奏鍵盤並演唱不告訴任何人。2022年1月19日，她在預先錄影的付費串流演唱會「Hikaru Utada Live Sessions from Air Studios」上現場表演歌曲。

## 歌曲列表
| 線上下載 串流媒體 [ 7 ] | 線上下載 串流媒體 [ 7 ] | 線上下載 串流媒體 [ 7 ] |
| 曲序                    | 曲目                    | 时长                    |
| ----------------------- | ----------------------- | ----------------------- |
| 1.                      | 不告訴任何人（）        | 4:38                    |

## 製作名單
製作名單來自不告訴任何人歌詞網站的說明文字。
錄音室
- 錄製（艾比路錄音室）
- 聲樂錄製（皮爾斯之房）
- 聲樂音軌編輯（ABS錄音室）

參與人員
- 宇多田光 – 詞曲創作、全聲樂、鍵盤、編程、製作、聲樂錄製
- 小袋成彬 – 電子琴、編程、製作
- 班·帕克 – 結他
- 索維托·金希（英语：Soweto Kinch） – 色士風
- 威爾·弗萊 – 打擊樂器
- 史特夫·菲茲莫賴奇（英语：Steve Fitzmaurice） – 錄製、混音
- 戴倫·希利斯 – 附加工程
- 麥特·瓊斯 – 附加工程協助
- 馬克·德姆 – 聲樂錄製協助
- 齊藤裕也 – 聲樂音軌編輯

## 銷售榜單
| 週榜單（2020年）                 | 最高 位置 |
| -------------------------------- | --------- |
| 日本（Oricon單曲下載排行榜）     | 3         |
| 日本（Oricon單曲合算排行榜）     | 20        |
| 日本（日本百强单曲榜）           | 29        |
| 日本（《告示牌》歌曲下載排行榜） | 3         |
| 日本（《告示牌》歌曲串流排行榜） | 97        |
| 美國（《告示牌》世界單曲暢銷榜） | 21        |
| 台灣（HITO日亞排行榜）           | 3         |

## 資料來源
1. ↑  白原, ケンイチ. . Real Sound. 2020-05-17  [2021-09-10]. （原始内容存档于2022-04-24） （日语）.
2. ↑  . e-onkyo. 2022-01-19  [2022-01-25]. （原始内容存档于2022-01-19） （日语）.
3. 1 2 3 4 5  . Spotify. 2022-01-24  [2022-01-25]. （原始内容存档于2022-01-31） （英语）.
4. 1 2  . Spotify. 2022-01-24  [2022-01-25]. （原始内容存档于2022-01-31） （日语）.
5. ↑  . Rockin'On. 2020-04-17  [2020-06-24]. （原始内容存档于2020-06-26） （日语）.
6. ↑  . LMusic. 2020-04-27  [2020-06-24] （日语）.
7. 1 2  . Apple Music. 2020-05-29  [2021-11-28]. （原始内容存档于2022-04-24） （中文（香港））.
8. ↑  . Tunebat.   [2022-02-27] （英语）.
9. 1 2  , . . Mikiki. 2020-06-02  [2020-09-23]. （原始内容存档于2021-12-16）.
10. ↑  . Sputnikmusic. 2022-01-23  [2022-02-28]. （原始内容存档于2022-04-12） （英语）.
11. 1 2 3 4 5  imdkm. . Real Sound. 2020-05-29  [2020-06-29]. （原始内容存档于2022-01-13） （日语）.
12. ↑  . 於Twitter. 2020-05-29 [2022-02-06] （日語）.
13. ↑  I played my Hadgini Udu, bongos, shakers, cajon, caxixi, seeds, rattles, caixa, thunder drum, congas and more on Hikaru Utada’s latest single, Darenimo Iwanai (I won’t tell).. Will Fry於Instagram.
2020-05-29 [2021-03-08]
14. 1 2  まぐろ. . UtaTen. 2020-09-18  [2020-10-17]. （原始内容存档于2022-02-10）.
15. ↑  . THE NOVEMBERS於Twitter. 2020-05-29 [2022-02-06] （日語）.
16. ↑  . Real Sound. 2020-07-11  [2020-09-23]. （原始内容存档于2022-04-24）.
17. ↑  . Oricon. 2020-05-30  [2021-08-10]. （原始内容存档于2020-05-30） （日语）.
18. 1 2  . Oricon. 2020-06-03  [2020-06-24]. （原始内容存档于2020-06-03） （日语）.
19. 1 2  . Oricon. 2020-06-03  [2020-06-24]. （原始内容存档于2020-06-03） （日语）.
20. 1 2  . Billboard JAPAN. 2020-06-10  [2020-06-24]. （原始内容存档于2022-04-03） （日语）.
21. 1 2  . Billboard JAPAN. 2020-06-03  [2020-06-24]. （原始内容存档于2022-02-17） （日语）.
22. 1 2  . Billboard JAPAN. 2020-06-10  [2020-06-24]. （原始内容存档于2021-01-23） （日语）.
23. 1 2  . HITO日亞排行榜.   [2022-04-03]. （原始内容存档于2020-06-20） （中文（臺灣））.
24. ↑  . Excite. 2020-05-11  [2022-02-10]. （原始内容存档于2022-04-24） （日语）.
25. ↑  . MyMusic. 2020-06-20  [2021-12-02] （中文（臺灣））.
26. ↑  . 喜愛日本 Like Japan於Facebook. 2020-05-30  [2022-01-02]. （原始内容存档于2022-04-24） （中文（香港））.
27. ↑  . m-on!music. 2020-06-01  [2020-10-17]. （原始内容存档于2021-05-13）.
28. ↑  . . Real Sound. 2022-01-20  [2022-01-23]. （原始内容存档于2022-01-20） （日语）.
29. ↑  . Hikaru Utada Official Website.   [2020-06-24]. （原始内容存档于2021-01-27） （日语）.
30. ↑  . Billboard.   [2021-12-27]. （原始内容存档于2021-12-27） （英语）.

## 外部連結
- https://www.utadahikaru.jp/darenimo/ （页面存档备份，存于）（日語）